# Maben, Mississippi
Maben là một thành phố thuộc quận Oktibbeha, tiểu bang Mississippi, Hoa Kỳ. Năm 2010, dân số của thành phố này là 871 người.

## Dân số
- Dân số năm 2000: 800 người.
- Dân số năm 2010: 871 người.